# 500

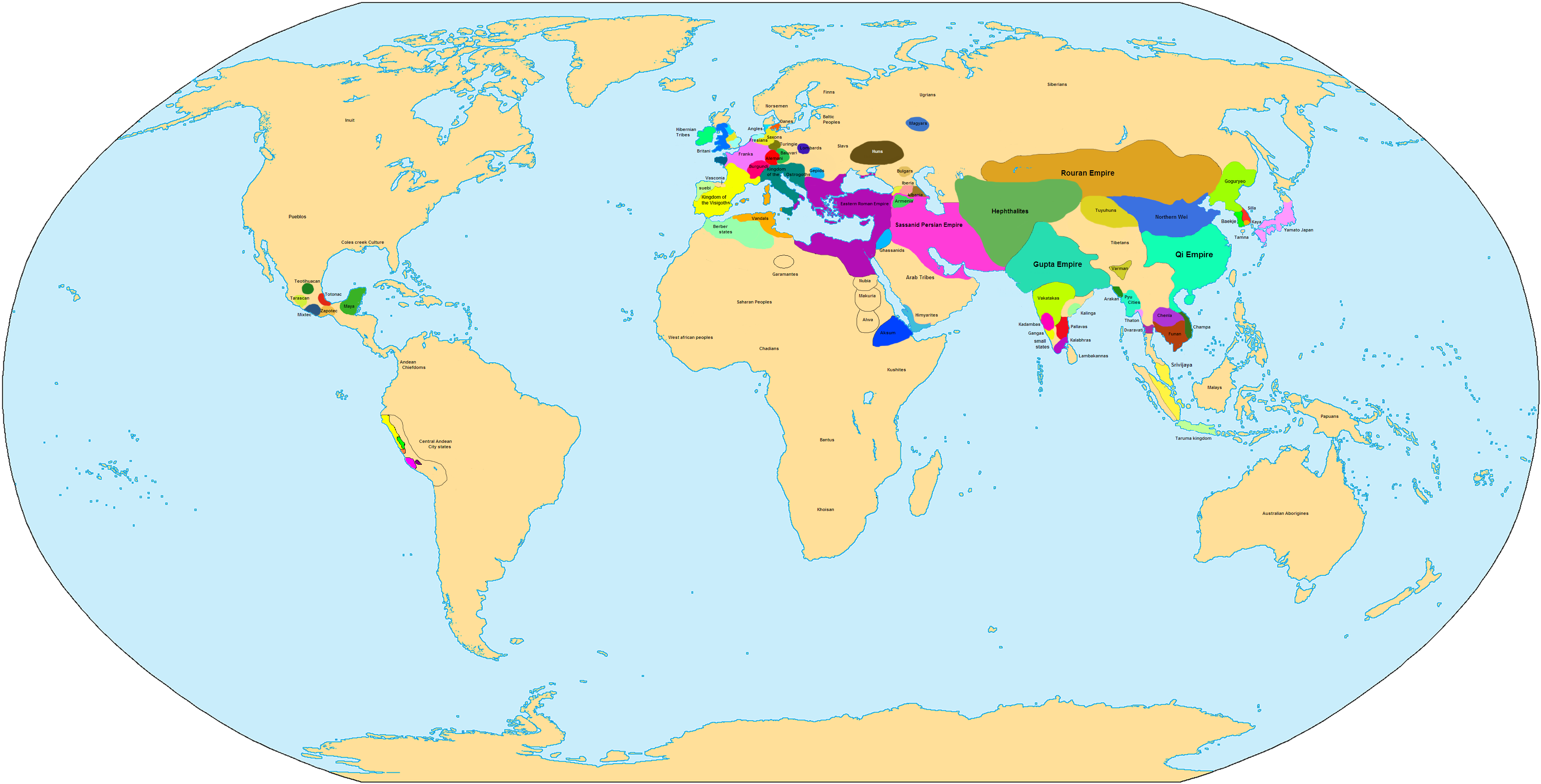
De wereld rond het jaar 500

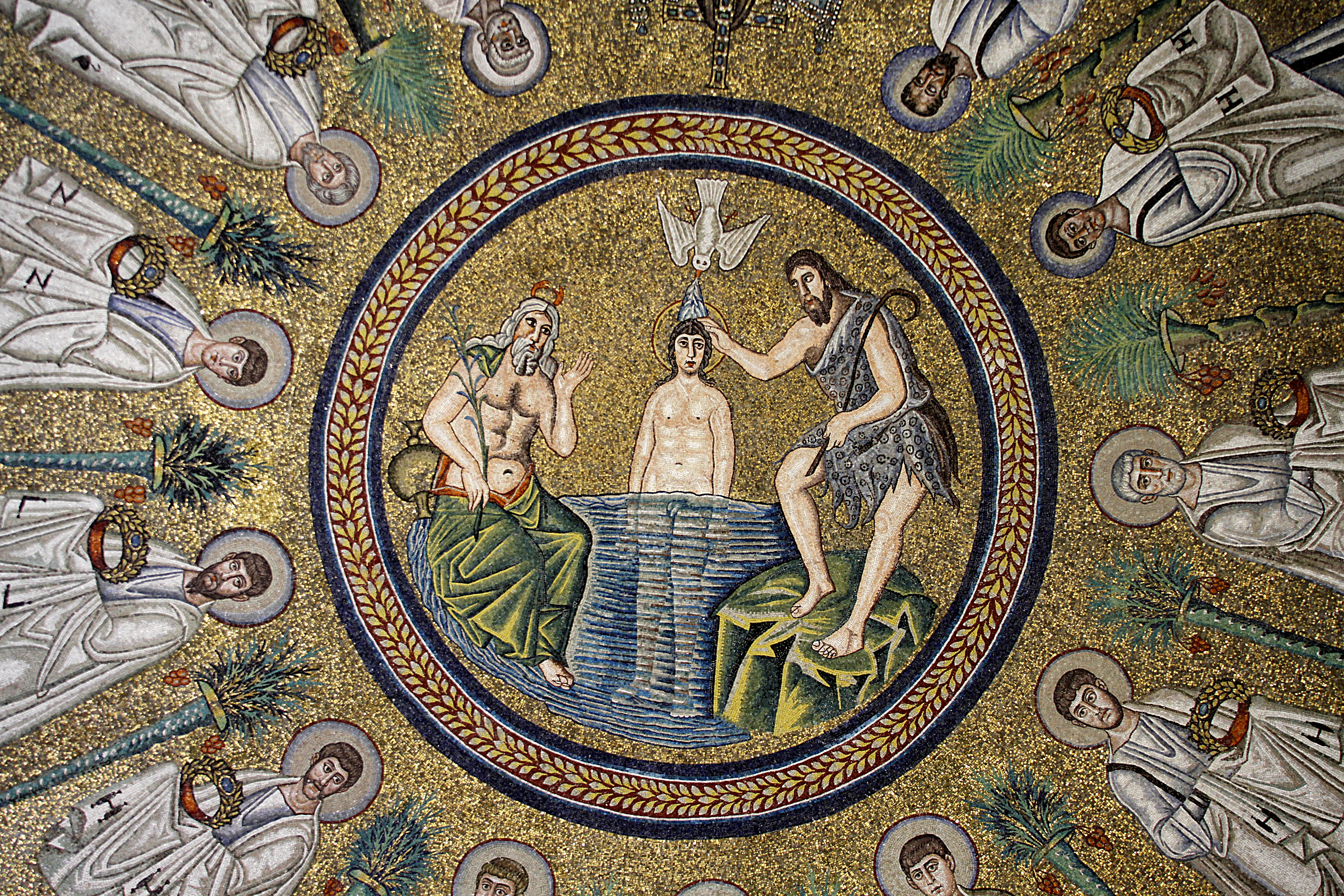
Mozaïek van het Baptisterium van de Arianen

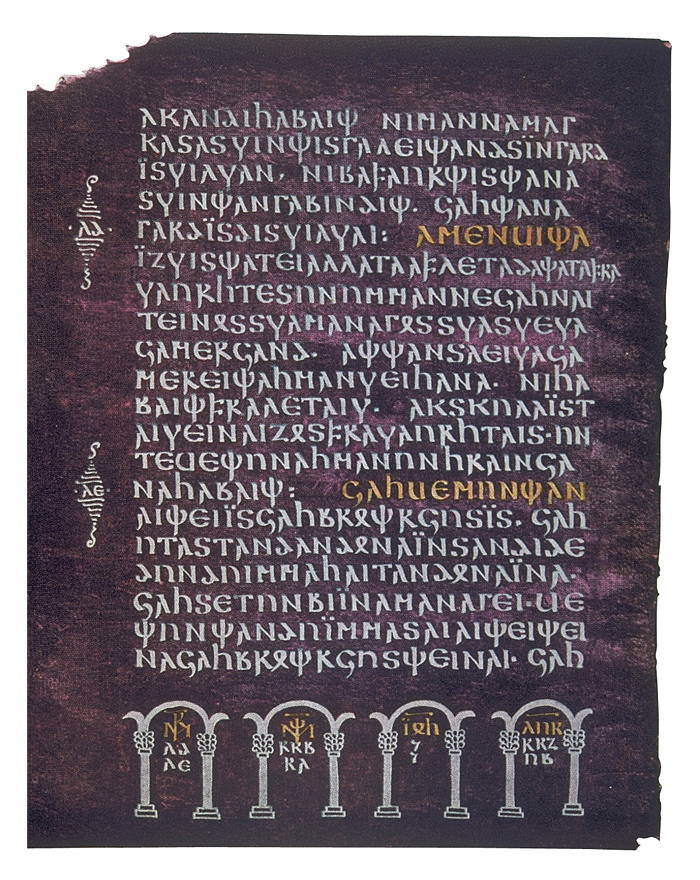
Bladzijde uit de Codex Argenteus

Het jaar 500 is het 100e jaar in de 5e eeuw volgens de christelijke jaartelling.

## Gebeurtenissen

### Brittannië
- Slag bij Mons Badonicus: De Romano-Britten verslaan de binnenvallende Angelsaksen onder het mogelijke bevel van bretwalda Aelle van Sussex. De overwinning wordt toegeschreven aan koning Arthur. (Volgens de Historia Britonum)

### Europa
- Slag bij Dijon tussen de twee erfgenamen van het koninkrijk Bourgondië: Een coalitie van Franken en Godigisel verslaat bij Dijon het leger onder leiding van Gundobad. Hij vlucht naar het gebied van de Ostrogoten en zoekt asiel in Avignon.
- De Visigoten onder aanvoering van Alarik II vallen Zuid-Gallië binnen en onderdrukken het verzet van de Gallo-Romeinse bevolking die door de Katholieke Kerk wordt gesteund.
- Rudolf wordt koning van de Herulen. Zijn koninkrijk (gelegen in Zuid-Slowakije) grenst aan het gebied van de Ostrogoten en langs de Donau (Hongarije).
- Remigius van Reims wijdt Vedastus tot eerste bisschop van Atrecht (Noord-Frankrijk). Hij doet dit op verzoek van koning Clovis I.
- Fibicius wordt benoemd tot bisschop van Trier. Met steun van Clovis I bekeert hij de bevolking tot het christendom.
- Diogenes wordt in Atrecht als eerste bisschop gekozen van het bisdom Kamerijk. (waarschijnlijke datum)
- De taal van Oudfriese runen wordt gesproken tot het jaar 800. Het ontstaat door rondtrekkende Angelse en Saksische stammen in West-Europa.

### Judea
- De Babylonische Talmoed wordt vastgelegd in Mesopotamië tot aan het jaar 1000. Het boekwerk bestaat uit:
  - De Misjna (de leer) - commentaren op de Tenach. Schriftelijk vastgelegd rond 200 na Christus.
  - De Gemara (gesprekken over de leer) - commentaren op de Misjna.
- De Joden trekken naar Afghanistan, Perzië (huidige Iran), India, Armenië en de Kaukasus.

### Afrika
- Thrasamund, koning van de Vandalen, huwt met Amalafrida (zuster van Theodorik de Grote). Zij brengt een rijke bruidsschat mee, vergezeld door een Gotische lijfwacht (5000 man).

### Italië
- Theodorik de Grote geeft opdracht tot de bouw van het Baptisterium van de Arianen (Ravenna). In de doopkapel wordt het plafond versierd met een prachtig mozaïekwerk. (waarschijnlijke datum)
- Bouw van de Basiliek van Sant'Apollinare Nuovo in Ravenna. Evenals andere vroegchristelijke bouwwerken wordt de kerk voorzien van mozaïeken en ligt naast het paleis van Theodorik de Grote.
- De San Martino ai Monti, basiliek in Rome, wordt in opdracht van paus Symmachus herbouwd en gewijd aan Martinus van Tours.

### India
- De Chalukya's zijn van 500 tot 755 de heersers van een rijk in Midden-India (Hoogland van Dekan) in de huidige deelstaat Karnataka.

### Meso-Amerika
- De stad Teotihuacán in de Vallei van Mexico telt ruim 200.000 inwoners en vormt het centrum waar paleizen en woonwijken over een oppervlakte van meer dan 20 km² verspreid liggen. Er zijn tal van werkplaatsen voor allerlei ambachten.
- De stad Uxmal in Yucatán (Mexico) wordt gesticht door Hun Uitzil Chac Tutul Xiu. Het ceremoniële centrum onderscheidt zich van de andere junglesteden. De Maya's beginnen met het roken van tabak.

### Zuid-Amerika
- Afstammelingen van de Arowakken trekken vanuit het westen het laagland van Guyana binnen en verdrijven de oorspronkelijke Indiaanse bevolking (Surinne). Het volk dat zijn naam aan Suriname zal geven.
- Het leefgebied van de Moche Indianen wordt geteisterd en vernietigd door overstromingen. De hoofdstad ten zuiden van Trujillo wordt verhuisd naar het noordelijk gelegen Pampa Grande (Bolivia).
- De stad Tiwanaku (Bolivia) heeft zijn bloeitijd tot aan het jaar 1000, het ligt vermoedelijk aan de oevers van het Titicacameer.

## Geboren
- Berthacharius, koning van de Thüringers (waarschijnlijke datum)
- Brynach, Iers geestelijke en heilige (waarschijnlijke datum)
- Germanus, Byzantijns generaal (overleden 550)
- Leonardus, Frankisch kluizenaar (waarschijnlijke datum)
- Maurus, Romeins abt en heilige (overleden 584)
- Procopius, Byzantijns historicus (waarschijnlijke datum)
- Theodora I, keizerin van het Byzantijnse Rijk (overleden 548)
- Tribonianus, Byzantijns jurist (overleden 547)

## Overleden
- Claffo, koning (hertog) van de Longobarden (waarschijnlijke datum)